# Албани (Западна Аустралија)
Албани (енгл. Albany) је град Аустралији у савезној држави Западна Аустралија. Према попису из 2006. у граду је живело 25.196 становника.

## Становништво
Према попису, у граду је 2006. живело 25.196 становника.
| 1991.  | 1996.  | 2001.  | 2006.  |
| ------ | ------ | ------ | ------ |
| 18,826 | 20,493 | 22,415 | 25,196 |